# Canoa/kayak ai Giochi della XXXIII Olimpiade - Slalom K Cross maschile
La gara di slalom K Cross maschile per Parigi 2024 si è svolta allo stadio nautico di Vaires-sur-Marne, dal 2 agosto al 5 agosto 2024.
La gara è stata vinta dal neozelandese Finn Butcher. 

## Programma
Tutti gli orari seguono il fuso orario francese (UTC+1)
| Data                    | Ora               | Round                              |
| ----------------------- | ----------------- | ---------------------------------- |
| Giovedì, 2 agosto 2024  | 15:30             | Time trial                         |
| Venerdì, 3 agosto 2024  | 16:40 18:45       | Round 1 Ripescaggi                 |
| Sabato, 4 agosto 2024   | 15:30             | Batterie                           |
| Domenica, 5 agosto 2024 | 15:52 16:28 16:48 | Quarti di finale Semifinali Finale |

## Risultati

### Time Trial
| Pos. | Pett. | Atleta              | Paese                     | Tempo | Note    |
| ---- | ----- | ------------------- | ------------------------- | ----- | ------- |
| 1    | 1     | Joseph Clarke       | Gran Bretagna             | 66.08 |         |
| 2    | 11    | Pedro Gonçalves     | Brasile                   | 66.41 |         |
| 3    | 13    | Titouan Castryck    | Francia                   | 67.29 |         |
| 4    | 2     | Boris Neveu         | Francia                   | 67.48 |         |
| 5    | 3     | Giovanni De Gennaro | Italia                    | 67.71 |         |
| 6    | 6     | Finn Butcher        | Nuova Zelanda             | 67.74 |         |
| 7    | 5     | Felix Oschmautz     | Austria                   | 67.87 |         |
| 8    | 18    | Noah Hegge          | Germania                  | 68.01 |         |
| 9    | 14    | Mateusz Polpaczyk   | Polonia                   | 68.11 |         |
| 10   | 8     | Manuel Ochoa        | Spagna                    | 68.66 |         |
| 11   | 16    | Miquel Travé        | Spagna                    | 68.70 |         |
| 12   | 24    | Salim Jemai         | Tunisia                   | 68.91 |         |
| 13   | 17    | Quan Xin            | Cina                      | 69.13 |         |
| 14   | 22    | Noel Hendrick       | Irlanda                   | 69.31 |         |
| 15   | 23    | Lukáš Rohan         | Rep. Ceca                 | 69.80 |         |
| 16   | 12    | Isak Öhrström       | Svezia                    | 70.29 |         |
| 17   | 15    | Mathis Soudi        | Marocco                   | 70.53 |         |
| 18   | 33    | Liam Jegou          | Irlanda                   | 70.81 |         |
| 19   | 27    | Jakub Grigar        | Slovacchia                | 71.18 |         |
| 20   | 9     | Timothy Anderson    | Australia                 | 71.41 |         |
| 21   | 32    | Jiří Prskavec       | Rep. Ceca                 | 71.71 |         |
| 22   | 19    | Tristan Carter      | Australia                 | 72.94 |         |
| 23   | 25    | Matej Beňuš         | Slovacchia                | 73.54 |         |
| 24   | 10    | Alex Baldoni        | Canada                    | 73.70 |         |
| 25   | 35    | Benjamin Savšek     | Slovenia                  | 74.18 |         |
| 26   | 30    | Adam Burgess        | Gran Bretagna             | 74.66 |         |
| 27   | 34    | Matija Marinić      | Croazia                   | 74.80 |         |
| 28   | 4     | Martin Dougoud      | Svizzera                  | 74.89 |         |
| 29   | 29    | Joris Otten         | Paesi Bassi               | 75.95 |         |
| 30   | 21    | Andy Barat          | Comore                    | 76.95 |         |
| 31   | 31    | Yves Bourhis        | Senegal                   | 78.15 |         |
| 32   | 28    | Amir Rezanejad      | Atleti Olimpici Rifugiati | 79.15 |         |
| 33   | 37    | Casey Eichfeld      | Stati Uniti               | 81.13 |         |
| 34   | 20    | Yuuki Tanaka        | Giappone                  | 81.35 |         |
| 35   | 38    | Grzegorz Hedwig     | Polonia                   | 81.42 |         |
| 36   | 36    | Wu Shao-hsuan       | Taipei cinese             | 82.73 |         |
| 37   | 26    | Peter Kauzer        | Slovenia                  | 70.74 | FLT (8) |
| 38   | 7     | Stefan Hengst       | Germania                  | 69.67 | FLT (6) |

### Round 1
Procede alle batterie
     Procede ai ripescaggi
| Pos. | Pett. | Atleta         | Note    |
| ---- | ----- | -------------- | ------- |
| 1    | 1     | Joseph Clarke  |         |
| 2    | 12    | Salim Jemai    |         |
| 3    | 33    | Casey Eichfeld | FLT (2) |

| Pos. | Pett. | Atleta          | Note        |
| ---- | ----- | --------------- | ----------- |
| 1    | 13    | Quan Xin        |             |
| 2    | 2     | Pedro Gonçalves | FLT (S)     |
| 3    | 32    | Amir Rezanejad  | FLT (6,7,8) |

| Pos. | Pett. | Atleta           | Note |
| ---- | ----- | ---------------- | ---- |
| 1    | 3     | Titouan Castryck |      |
| 2    | 31    | Yves Bourhis     |      |
| 3    | 14    | Noel Hendrick    |      |

| Pos. | Pett. | Atleta      | Note |
| ---- | ----- | ----------- | ---- |
| 1    | 4     | Boris Neveu |      |
| 2    | 15    | Lukáš Rohan |      |
| 3    | 30    | Andy Barat  |      |

| Pos. | Pett. | Atleta              | Note |
| ---- | ----- | ------------------- | ---- |
| 1    | 5     | Giovanni De Gennaro |      |
| 2    | 16    | Isak Öhrström       |      |
| 3    | 29    | Joris Otten         |      |

| Pos. | Pett. | Atleta         | Note |
| ---- | ----- | -------------- | ---- |
| 1    | 6     | Finn Butcher   |      |
| 2    | 28    | Martin Dougoud |      |
| 3    | 17    | Mathis Soudi   |      |

| Pos. | Pett. | Atleta          | Note      |
| ---- | ----- | --------------- | --------- |
| 1    | 7     | Felix Oschmautz |           |
| 2    | 38    | Stefan Hengst   |           |
| 3    | 27    | Matija Marinić  | FLT (3)   |
| 4    | 18    | Liam Jegou      | FLT (2,8) |

| Pos. | Pett. | Atleta       | Note |
| ---- | ----- | ------------ | ---- |
| 1    | 8     | Noah Hegge   |      |
| 2    | 19    | Jakub Grigar |      |
| 3    | 37    | Peter Kauzer |      |
| 4    | 26    | Adam Burgess |      |

| Pos. | Pett. | Atleta           | Note    |
| ---- | ----- | ---------------- | ------- |
| 1    | 20    | Timothy Anderson |         |
| 2    | 9     | Mateusz Polaczyk |         |
| 3    | 36    | Wu Shao-hsuan    |         |
| 4    | 25    | Benjamin Savšek  | FLT (2) |

| Pos. | Pett. | Atleta          | Note    |
| ---- | ----- | --------------- | ------- |
| 1    | 10    | Manuel Ochoa    |         |
| 2    | 24    | Alex Baldoni    |         |
| 3    | 21    | Jiří Prskavec   | FLT (8) |
| 4    | 35    | Grzegorz Hedwig | FLT (3) |

| Pos. | Pett. | Atleta         | Note    |
| ---- | ----- | -------------- | ------- |
| 1    | 11    | Miquel Travé   |         |
| 2    | 34    | Yuuki Tanaka   |         |
| 3    | 23    | Matej Beňuš    |         |
| 4    | 22    | Tristan Carter | FLT (1) |

### Ripescaggi
Procede alle batterie
     Eliminato
| Pos. | Pett. | Atleta        | Note    |
| ---- | ----- | ------------- | ------- |
| 1    | 14    | Noel Hendrick |         |
| 2    | 36    | Wu Shao-hsuan |         |
| 3    | 23    | Matej Beňuš   | FLT (2) |

| Pos. | Pett. | Atleta          | Note    |
| ---- | ----- | --------------- | ------- |
| 1    | 35    | Grzegorz Hedwig |         |
| 2    | 25    | Benjamin Savšek |         |
| 3    | 17    | Mathis Soudi    | FLT (S) |

| Pos. | Pett. | Atleta         | Note |
| ---- | ----- | -------------- | ---- |
| 1    | 18    | Liam Jegou     |      |
| 2    | 26    | Adam Burgess   |      |
| 3    | 33    | Casey Eichfeld |      |

| Pos. | Pett. | Atleta         | Note |
| ---- | ----- | -------------- | ---- |
| 1    | 21    | Jiří Prskavec  |      |
| 2    | 27    | Matija Marinić |      |
| 3    | 32    | Amir Rezanejad |      |

| Pos. | Pett. | Atleta         | Note    |
| ---- | ----- | -------------- | ------- |
| 1    | 22    | Tristan Carter |         |
| 2    | 37    | Peter Kauzer   |         |
| 3    | 29    | Joris Otten    |         |
| 4    | 30    | Andy Barat     | FLT (8) |

### Batterie
Procede ai quarti di finale
     Eliminato
| Pos. | Pett. | Atleta        | Note    |
| ---- | ----- | ------------- | ------- |
| 1    | 1     | Joseph Clarke |         |
| 2    | 17    | Jakub Grigar  |         |
| 3    | 32    | Peter Kauzer  |         |
| 4    | 16    | Isak Öhrström | FLT (6) |

| Pos. | Pett. | Atleta        | Note    |
| ---- | ----- | ------------- | ------- |
| 1    | 8     | Manuel Ochoa  |         |
| 2    | 25    | Jiří Prskavec |         |
| 3    | 24    | Liam Jegou    |         |
| 4    | 9     | Miquel Travé  | FLT (8) |

| Pos. | Pett. | Atleta          | Note    |
| ---- | ----- | --------------- | ------- |
| 1    | 5     | Finn Butcher    |         |
| 2    | 28    | Benjamin Savšek |         |
| 3    | 21    | Yuuki Tanaka    | FLT (8) |
| 4    | 12    | Pedro Gonçalves | FLT (2) |

| Pos. | Pett. | Atleta              | Note |
| ---- | ----- | ------------------- | ---- |
| 1    | 4     | Giovanni De Gennaro |      |
| 2    | 13    | Mateusz Polaczyk    |      |
| 3    | 20    | Yves Bourhis        |      |
| 4    | 29    | Adam Burgess        |      |

| Pos. | Pett. | Atleta         | Note    |
| ---- | ----- | -------------- | ------- |
| 1    | 3     | Boris Neveu    |         |
| 2    | 19    | Martin Dougoud |         |
| 3    | 14    | Salim Jemai\|  |         |
| 4    | 30    | Matija Marinić | FLT (R) |

| Pos. | Pett. | Atleta           | Note |
| ---- | ----- | ---------------- | ---- |
| 1    | 11    | Timothy Anderson |      |
| 2    | 27    | Grzegorz Hedwig  |      |
| 3    | 6     | Felix Oschmautz  |      |
| 4    | 22    | Stefan Hengst    |      |

| Pos. | Pett. | Atleta         | Note    |
| ---- | ----- | -------------- | ------- |
| 1    | 7     | Noah Hegge     |         |
| 2    | 26    | Tristan Carter |         |
| 3    | 23    | Noel Hendrick  |         |
| 4    | 10    | Quan Xin       | FLT (8) |

| Pos. | Pett. | Atleta           | Note |
| ---- | ----- | ---------------- | ---- |
| 1    | 2     | Titouan Castryck |      |
| 2    | 15    | Lukáš Rohan      |      |
| 3    | 31    | Wu Shao-hsuan    |      |
| 4    | 18    | Alex Baldoni     |      |

### Quarti di finale
Procede alle semifinali
     Eliminato
| Pos. | Pett. | Atleta        | Note    |
| ---- | ----- | ------------- | ------- |
| 1    | 1     | Joseph Clarke |         |
| 2    | 17    | Jakub Grigar  |         |
| 3    | 25    | Jiří Prskavec |         |
| 4    | 8     | Manuel Ochoa  | FLT (8) |

| Pos. | Pett. | Atleta              | Note |
| ---- | ----- | ------------------- | ---- |
| 1    | 5     | Finn Butcher        |      |
| 2    | 13    | Mateusz Polaczyk    |      |
| 3    | 28    | Benjamin Savšek     |      |
| 4    | 4     | Giovanni De Gennaro |      |

| Pos. | Pett. | Atleta           | Note |
| ---- | ----- | ---------------- | ---- |
| 1    | 3     | Boris Neveu      |      |
| 2    | 19    | Martin Dougoud   |      |
| 3    | 11    | Timothy Anderson |      |
| 4    | 27    | Grzegorz Hedwig  |      |

| Pos. | Pett. | Atleta           | Note        |
| ---- | ----- | ---------------- | ----------- |
| 1    | 7     | Noah Hegge       |             |
| 2    | 15    | Lukáš Rohan      |             |
| 3    | 2     | Titouan Castryck | FLT (3)     |
| 4    | 26    | Tristan Carter\| | FLT (R,6,8) |

### Semifinali
Procede alla finale
     Eliminato
| Pos. | Pett. | Atleta           | Note |
| ---- | ----- | ---------------- | ---- |
| 1    | 1     | Joseph Clarke    |      |
| 2    | 5     | Finn Butcher     |      |
| 3    | 17    | Jakub Grigar     |      |
| 4    | 13    | Mateusz Polaczyk |      |

| Pos. | Pett. | Atleta         | Note    |
| ---- | ----- | -------------- | ------- |
| 1    | 7     | Noah Hegge     |         |
| 2    | 15    | Lukáš Rohan    |         |
| 3    | 3     | Boris Neveu    |         |
| 4    | 19    | Martin Dougoud | FLT (6) |

### Finali
| Pos.    | Pett. | Atleta        | Note |
| ------- | ----- | ------------- | ---- |
| Oro     | 5     | Finn Butcher  |      |
| Argento | 1     | Joseph Clarke |      |
| Bronzo  | 7     | Noah Hegge    |      |
| 4       | 15    | Lukáš Rohan   |      |

| Pos. | Pett. | Atleta           | Note    |
| ---- | ----- | ---------------- | ------- |
| 1    | 19    | Martin Dougoud   |         |
| 2    | 17    | Jakub Grigar     |         |
| 3    | 3     | Boris Neveu      |         |
| 4    | 13    | Mateusz Polaczyk | FLT (1) |

### Classifica finale
| Pos.    | Pett. | Atleta              |
| ------- | ----- | ------------------- |
| Oro     | 5     | Finn Butcher        |
| Argento | 1     | Joseph Clarke       |
| Bronzo  | 7     | Noah Hegge          |
| 4       | 15    | Lukáš Rohan         |
| 5       | 19    | Martin Dougoud      |
| 6       | 17    | Jakub Grigar        |
| 7       | 3     | Boris Neveu         |
| 8       | 13    | Mateusz Polaczyk    |
| 9       | 2     | Titouan Castryck    |
| 10      | 11    | Timothy Anderson    |
| 11      | 25    | Jiří Prskavec       |
| 12      | 28    | Benjamin Savšek     |
| 13      | 4     | Giovanni De Gennaro |
| 14      | 8     | Manuel Ochoa        |
| 15      | 26    | Tristan Carter      |
| 16      | 27    | Grzegorz Hedwig     |
| 17      | 5     | Felix Oschmautz     |
| 18      | 24    | Salim Jemai         |
| 19      | 31    | Yves Bourhis        |
| 20      | 20    | Yuuki Tanaka        |
| 21      | 22    | Noel Hendrick       |
| 22      | 33    | Liam Jegou          |
| 23      | 23    | Wu Shao-hsuan       |
| 24      | 26    | Peter Kauzer        |
| 25      | 16    | Miquel Travé        |
| 26      | 13    | Quan Xin            |
| 27      | 11    | Pedro Gonçalves     |
| 28      | 12    | Isak Öhrström       |
| 29      | 10    | Alex Baldoni        |
| 30      | 7     | Stefan Hengst       |
| 31      | 30    | Adam Burgess        |
| 32      | 34    | Matija Marinić      |
| 33      | 33    | Mathis Soudi        |
| 34      | 25    | Matej Beňuš         |
| 35      | 35    | Joris Otten         |
| 36      | 36    | Amir Rezanejad      |
| 37      | 37    | Casey Eichfeld      |
| 38      | 38    | Andy Barat          |